# Viva Brasil
Viva Brasil (Fussball - Weltmeisterschaft 1962) è un film del 1962 diretto da Albert Staedler. Film ufficiale sul campionato mondiale di calcio 1962 svoltosi in Cile dal 30 maggio al 17 giugno 1962, il film fu distribuito in Germania Ovest il 29 giugno 1962.

## Trama
Il racconto delle principali partite dei mondiali del 1962, a partire dalla vittoria dei padroni di casa del Cile sulla Svizzera per 3-1, è intervallato da immagini turistiche del Cile, da filmati sugli allenamenti e il tempo libero delle varie squadre e dai dietro le quinte sull'organizzazione del torneo, fino alla finale in cui il Brasile si impone sulla Cecoslovacchia per 3-1 conquistando la sua seconda Coppa del Mondo consecutiva.

## Distribuzione

### Edizione italiana
La prima edizione italiana del film, trasmessa su ESPN Classic nel 2006, è doppiata in oversound sull'edizione in inglese, presentando però a differenza di quest'ultima un solo narratore.